# Čevelj-sveča
Čevelj-sveča (angleško 'foot-candle'; oznaka fc ali tudi ft-c) je enota za merjenje osvetljenosti. Enota ni v sistemu enot SI (ni metrična enota). Pripada Ameriškemu merskemu sistemu. V glavnem se uporablja v Združenih državah Amerike.
1fc = 1 lumen na kvadratni čevelj
V sistemu SI se za osvetljenost uporablja enota luks.

## Povezava med luksom in čevelj-svečo
1 fc = 10,764 lx